# Poço Verde
Poço Verde là một đô thị thuộc bang Sergipe, Brasil. Đô thị này có diện tích 380,7 km², dân số năm 2007 là 21083 người, mật độ 55,38 người/km².